# 동경 50도
동경 50도(東經50度)는 본초 자오선에서 동쪽으로 50도 떨어진 경선이다. 북극점에서 시작하여 북극해, 유럽, 아시아, 아프리카, 인도양, 마다가스카르, 남극해, 남극을 거쳐 남극점에 이른다.
동경 50도는 서경 130도와 이어져 지구의 둘레를 이룬다.
북극점에서 남극점까지 동경 50도선은 다음 지역을 지나간다.
| 좌표                                                  | 나라, 지역, 해역 | 주석                                                                             |
| ----------------------------------------------------- | ---------------- | -------------------------------------------------------------------------------- |
| 북위 90° 0′ 동경 50° 0′  / 북위 90.000° 동경 50.000°  | 북극해           |                                                                                  |
| 북위 80° 55′ 동경 50° 0′  / 북위 80.917° 동경 50.000° | 러시아           | 제믈랴프란차이오시파 제도의 제믈랴게오르기아섬                                   |
| 북위 80° 30′ 동경 50° 0′  / 북위 80.500° 동경 50.000° | 바렌츠해         | 나이팅게일 해협                                                                  |
| 북위 80° 13′ 동경 50° 0′  / 북위 80.217° 동경 50.000° | 러시아           | 제믈랴프란차이오시파 제도의 브류사섬                                             |
| 북위 80° 3′ 동경 50° 0′  / 북위 80.050° 동경 50.000°  | 바렌츠해         | 러시아의 영토인 노스부룩섬의 서쪽 해역을 지나감                                  |
| 북위 69° 18′ 동경 50° 0′  / 북위 69.300° 동경 50.000° | 러시아           | 콜구예프섬                                                                       |
| 북위 68° 56′ 동경 50° 0′  / 북위 68.933° 동경 50.000° | 바렌츠해         |                                                                                  |
| 북위 68° 5′ 동경 50° 0′  / 북위 68.083° 동경 50.000°  | 러시아           |                                                                                  |
| 북위 51° 15′ 동경 50° 0′  / 북위 51.250° 동경 50.000° | 카자흐스탄       |                                                                                  |
| 북위 46° 35′ 동경 50° 0′  / 북위 46.583° 동경 50.000° | 카스피해         | 카자흐스탄의 망귀쉴라크반도 서쪽 해역을 지남                                     |
| 북위 40° 35′ 동경 50° 0′  / 북위 40.583° 동경 50.000° | 아제르바이잔     | 아브셰론반도, 바쿠의 동쪽을 지남                                                 |
| 북위 40° 20′ 동경 50° 0′  / 북위 40.333° 동경 50.000° | 카스피해         |                                                                                  |
| 북위 37° 25′ 동경 50° 0′  / 북위 37.417° 동경 50.000° | 이란             |                                                                                  |
| 북위 30° 13′ 동경 50° 0′  / 북위 30.217° 동경 50.000° | 페르시아만       |                                                                                  |
| 북위 26° 49′ 동경 50° 0′  / 북위 26.817° 동경 50.000° | 사우디아라비아   |                                                                                  |
| 북위 18° 39′ 동경 50° 0′  / 북위 18.650° 동경 50.000° | 예멘             |                                                                                  |
| 북위 14° 51′ 동경 50° 0′  / 북위 14.850° 동경 50.000° | 인도양           | 아덴만                                                                           |
| 북위 11° 30′ 동경 50° 0′  / 북위 11.500° 동경 50.000° | 소말리아         |                                                                                  |
| 북위 8° 6′ 동경 50° 0′  / 북위 8.100° 동경 50.000°    | 인도양           |                                                                                  |
| 남위 13° 21′ 동경 50° 0′  / 남위 13.350° 동경 50.000° | 마다가스카르     |                                                                                  |
| 남위 15° 46′ 동경 50° 0′  / 남위 15.767° 동경 50.000° | 인도양           |                                                                                  |
| 남위 16° 43′ 동경 50° 0′  / 남위 16.717° 동경 50.000° | 마다가스카르     | 생트마리섬                                                                       |
| 남위 16° 45′ 동경 50° 0′  / 남위 16.750° 동경 50.000° | 인도양           | 프랑스령 남방 및 남극 지역에 속하는 코르셋 제도의 서부 제도의 서쪽 해역을 통과함 |
| 남위 60° 0′ 동경 50° 0′  / 남위 60.000° 동경 50.000°  | 남극해           |                                                                                  |
| 남위 67° 4′ 동경 50° 0′  / 남위 67.067° 동경 50.000°  | 남극             | 오스트레일리아령 남극 지역, 오스트레일리아가 영유권을 주장한다.                  |

## 같이 보기
- 동경 49도
- 동경 51도